# Sanchidrián
Sanchidrián és un municipi de la província d'Àvila, a la comunitat autònoma de Castella i Lleó.
Hi nasqué Tomás Luis de Victoria (1548 - Madrid, 1611) un dels més coneguts polifonistes del Renaixement.

## Demografia
| 1991 | 1996 | 2001 | 2004 |
| ---- | ---- | ---- | ---- |
| 746  | 793  | 781  | 762  |